# Ravensberger Geschichtspreis
Mit dem Ravensberger Geschichtspreis (bis 2024 Gustav-Engel-Preis) werden Forscher ausgezeichnet, die wichtige wissenschaftliche Beiträge zur Geschichte der Stadt Bielefeld und des Ravensberger Landes geleistet haben. Der Preis wird insbesondere an Nachwuchsforscher verliehen, zudem sollen damit die Beziehungen zwischen der Region und der Universität Bielefeld gestärkt werden.
Der Preis ist mit 2.000 Euro dotiert und wird seit 1990 jährlich vom Historischen Verein für die Grafschaft Ravensberg verliehen. Benannt war der Preis nach Gustav Engel (1893–1989), der von 1944 bis 1968 Vorsitzender des Vereins war.
Der Ravensberger Geschichtspreis ist eine der bedeutenden Auszeichnungen im Bereich der westfälisch-lippischen Landesgeschichte. Weitere Auszeichnungen sind der Otto-Weerth-Preis, der Geschichtspreis des Mindener Geschichtsvereins, der Ignaz-Theodor-Liborius-Meyer-Preis, der Karl-Zuhorn-Preis, der Jodocus-Hermann-Nünning-Preis und der Friedrich-Brinkmann-Archäologiepreis.

## Preisträger
- 1990 Axel Flügel (Dissertation über das proto-industrielle Leinengewerbe in Bielefeld von 1680 bis 1850)
- 1990 Werner Freitag (Arbeit über die Lebenswelten in Spenge 1800 bis 1950)
- 1991 Stefan Brakensiek (Dissertation über die Privatisierung der Marken in Nordwestdeutschland 1750 bis 1850)
- 1992 Kerstin Stockhecke (Magisterarbeit über die Pfarrersfrau und Schriftstellerin Marie Schmalenbach 1835–1924)
- 1993 Bernd J. Wagner (Magisterarbeit über das Bielefelder Krankenhaus im 19. Jahrhundert)
- 1994 Rolf Westheider (Arbeit über Versmold auf dem Weg ins 20. Jahrhundert)
- 1995 Andreas Hölscher (Staatsexamensarbeit über Inflation und sozialer Protest in Ostwestfalen 1914 bis 1923)
- 1996 Nicolas Rügge (Staatsexamensarbeit über die Ratsherrschaft und Verwaltung der Stadt Herford)
- 1997 Bernd Holtwick (Magisterarbeit über Handwerker in Ostwestfalen-Lippe 1929 bis 1939)
- 1998 Jens Bruning (Dissertation über den Schulwandel in Minden und Ravensberg 1648 bis 1816)
- 1999 Till Kössler (Arbeit über ausländische Arbeiter in Gütersloh 1933 bis 1945)
- 2000 Gerd Meier (Dissertation über Tageszeitungen in Ostwestfalen 1920 bis 1970)
- 2001 Katja Roeckner (Magisterarbeit über die Bielefelder Metall-, Textil- und Wäscheindustrie 1924 bis 1929)
- 2002 Roland Gießelmann (Magisterarbeit über Posaunenchöre im östlichen Westfalen 1840 bis 1924)
- 2003 Bärbel Sunderbrink (Magisterarbeit über Friedhofsverlegungen im 19. Jahrhundert in Beispiel Minden-Ravensberg)
- 2004 Birgit Schepers (Magisterarbeit über Frauen in der Kriegswirtschaft in Bielefeld im Zweiten Weltkrieg)
- 2005 Barbara Randzio (Magisterarbeit über die Psychiatriereform am Beispiel der von Bodelschwinghschen Anstalten Bethel 1967 bis 1996)
- 2006 Veronika Huesmann (Dissertation über Religion und Gesellschaft in protestantischen Milieus in Ostwestfalen 1845 bis 1918)
- 2007 Lutz Volmer (Dissertation über Hausbau in Ravensberg 1700 bis 1870)
- 2008 Andreas Kamm (Forschungen zur Sparrenburg)
- 2009 Katrin Stoll (Dissertation über Strafverfahren gegen Angehörige der Sicherheitspolizei für den Bezirk Bialystok)
- 2010 Christian Möller (Masterarbeit über Abfallpolitik und Entsorgungstechnik im „ökologischen Zeitalter“)
- 2011 Kai-Uwe von Hollen (Magisterarbeit über Juden in Bielefeld-Schildesche)
- 2012 Sebastian Knake (Masterarbeit über das Bielefelder Zweiradcluster)
- 2013 Pia Schmutzler (Masterarbeit über den geplanten Regionalflughafen Bielefeld-Nagelsholz)
- 2014 Jan Hendrik Höltje (Masterarbeit über Verkehrssicherheit in Bielefeld)
- 2015 Bernhard Suermann („Transformationsprozesse in der Grundherrschaft des Pusinnastifts zu Herford und die Frage der Landesherrschaft“)
- 2016 Agnes Maria Piekacz (Masterarbeit über Recycling in der Nachkriegszeit)
- 2017 Tobias Welbers („Koexistenz von humanistischer Reform und evangelischer Reformation am Beispiel Bielefelds 1533–1609“)
- 2018 Patrik Stuke („Friedensarbeit im Ravensberger Land. Die Friedensgruppe Stiftberg als lokale Trägergruppe der neuen Friedensbewegung“)
- 2019 Sarah Elisabeth Klode („‚Wir können es  nicht dulden, dass uns erneut Nazis vor die Nase gesetzt werden.‘ Bielefelder Betriebsräte und die britische Militärregierung im  Konflikt um die Entnazifizierung belasteter Unternehmer“)
- 2020/21 Bastian Platte („Erweckung als heimatliche Erfahrung: Ravensberger Prediger in der Äußeren Mission (1860–1930)“)
- 2022 Lasse Stodollick („Über die  Zumutbarkeit der Verwaltungsarbeit. Eine Kommunikations- und  Alltagsgeschichte der Kammerverwaltung in Minden-Ravensberg (1648–1806)“)
- 2023 Anna Krabbe („Inseln in der evangelischen  Stadt? Religiöse Gemeinschaften in Herford und Soest 1521–1609“)
- 2024 Kerstin Schulte („‚Volksgemeinschaft‘ hinter Stacheldraht. Internierungslager in  der britischen und US-amerikanischen Besatzungszone und ihre Bedeutung für die deutsche Nachkriegsgesellschaft“)